# Kabdebó Erna
Kabdebó Erna (Brassó, 1886. december 19. – Marosvásárhely, 1972. november 6.) romániai magyar színműíró, előadóművész.

## Életútja
Erdélyi örmény nemesi Kápdebó család leszármazottja.. 
A nagyszebeni római katolikus leányközépiskolában érettségizett (1904), a budapesti Erzsébet Nőiskola tanítóképző-intézeti tanári tanfolyamán magyar–német szakos oklevelet szerzett (1910). Magyar és német nyelvet tanított marosvásárhelyi középiskolákban (1910–60); a KZST tagja már az 1910-es évektől. alelnöke 1943-tól annak megszűntéig (1948), a Zord Idő estéin Berde Mária verseinek egyik első szavalója, kitűnő konferanszié, az erdélyi- és világirodalom népszerűsítője.

## Irodalmi munkássága
Első novellái a Tűz, majd a Zord Időben kitűnően építkező, izgalmasan szerkesztő írót ígérnek, később azonban a rövidebb műfajok, esszék, krokik vonzzák. Karcolatait, humoreszkjeit, tréfáit a Tűz, Zord Idő, Hölgyfutár, Pásztortűz, Független Újság közölte, egyfelvonásos színműveit (Kalapribillió, Segítség!, Vén leányok) több erdélyi színpadon nemcsak eredetiben, hanem román és német nyelvre lefordítva is bemutatták.

## Kötetei
- Színpad. Három egyfelvonásos; Révész Béla, Târgu-Mureş, 1922
- R. Berde Mária–Kabdebó Erna: Végre egy férfi! Három egyfelvonásos vígjáték; Révész, Marosvásárhely, 1928
- Vén leányok. Vígjáték; Kókai, Bp., 1934 (Ifjúsági színpad)